# Джин Кент
Джоан Мілдред Саммерфілд, відома як Джин Кент (англ. Jean Kent; 1921—2013) — британська акторка.

## Біографія
Народилася в Брікстоні (Лондон) єдиною дитиною в сім'ї естрадних виконавців Нормана Філда і Ніни Норр. 
Почала театральну кар'єру в 1931 році як танцівниці. Вона використала псевдонім «Джин Карр», з'явившись як хористка в Лондоні. Вона підписувала контракт з Gainsborough Pictures у часи Другої світової війни. Поворотним моментом в її кар'єрі стала роль в драматичному фільмі 1945 року «Фанні при газовому світлі». Вона з'являлася в кількох британських фільмах 1940-х і 1950-х років.
Була одружена з австрійським актором Йозефом Рамарте з 1946 року до своєї смерті в 1989 році. Вони зустрілися на зйомках фільму Караван. Актор Стюарт Грейнджер був шафером на їх весіллі. З'являлися разом у фільмах Караван і Тротті Тру.
Джин Кент померла 30 листопада 2013 року у лікарні «West Suffolk Hospital» у Бері-Сент-Едмундс, після падіння в своєму будинку у Весторпі.